# Фракасторо, Джироламо
Джиро́ламо Фракасто́ро (Fracastorius, итал. Girolamo Fracastoro; 1478—1553) — венецианский врач, писатель и учёный-исследователь в области медицины, географии, математики и астрономии.

## Биография
Джироламо Фракасторо родился около 1478 года в городе Вероне, получил образование в Падуе. Среди школьных товарищей Фракасторо был Николай Коперник.
Фракасторо рано начал выделяться как способный врач, был назначен репетитором своих товарищей.
Литературная деятельность Фракасторо была весьма разнообразной. Несколько его «Диалогов» посвящено вопросам философии и психологии, также он писал о рефракции света, первым ввел в употребление термин «полюс» применительно к Земле.
Фракасторо отдал дань и художественной литературе, писал стихи и поэмы.
В своей основной работе «О контагии, о контагиозных болезнях и лечении» он предположил, что эпидемии вызываются крошечными частицами («семенами»), переносимыми от больного через прямой, непрямой (или даже зрительный) контакт. «Семена» в его терминах ближе к химическим или атомистическим элементам, чем к живым существам.
Сифилис получил своё название от поэмы Фракасторо «Сифилис, или О галльской болезни». Поэма повествует о том, как пастух по имени Сифилус разгневал богов Олимпа и был наказан ими ужасной болезнью, поразившей всё его тело сыпью, бубонами и язвами.
В 1546 году ввёл в медицину термин «инфекция».
Полное собрание сочинений Фракасторо (Hieronymi Fracastorii Veronensis opera omnia) выходило трижды, в 1555, 1574 и 1584 гг. в венецианском издательстве Джунта и впоследствии неоднократно переиздавалось.
Лев Африканский посвятил свою книгу «Африка — третья часть света» Фракасторо, и в предисловии так отзывается о нём:
В медицине вы открыли причины заразных болезней и наилучшие и превосходные лекарства от них, — я уже не говорю о вашей божественной поэме «De Syphilide», которая хотя и была написана вами в юности и развлечения ради, тем не менее настолько полна прекрасными философскими и медицинскими идеями, так блестяще воплощена в божественных мыслях и так украшена разнообразными поэтическими цветами, что люди нашего времени, не сомневаясь, приравнивают её к античной поэзии и относят к таким произведениям, которые достойны жизни и чтения в течение бесчисленных столетий.
Джироламо Фракасторо умер 27 июля 1553 года в Аффи. 

## Память
- В родном городе Вероне учёному был установлен памятник. Памятник Фракасторо в Вероне.
- В 1935 г. Международный астрономический союз присвоил имя Фракасторо кратеру на видимой стороне Луны.

## Работы
- Syphilidis, sive Morbi Gallici (1530)
- Di Vini Temperatura (1534)
- Homocentricorum sive de Stellis, de Causis Criticorum Dierum Libellus (1535)
- Homocentrica (1538)
- Syphilis sive de morbo gallico (1539, поэма)
- Naugerius sive de Poetica Dialogus (ca. 1540)
- De Contagione et Contagiosis Morbis (1546)